# Taresa Tolosa
Taresa Tolosa (15 de junio de 1998) es un deportista de Etiopía que compite en atletismo. Ganó una medalla de plata en el Campeonato Mundial de Atletismo Sub-20 de 2016, en la prueba de 1500 m.